# マルティン・トバル・イ・トバル

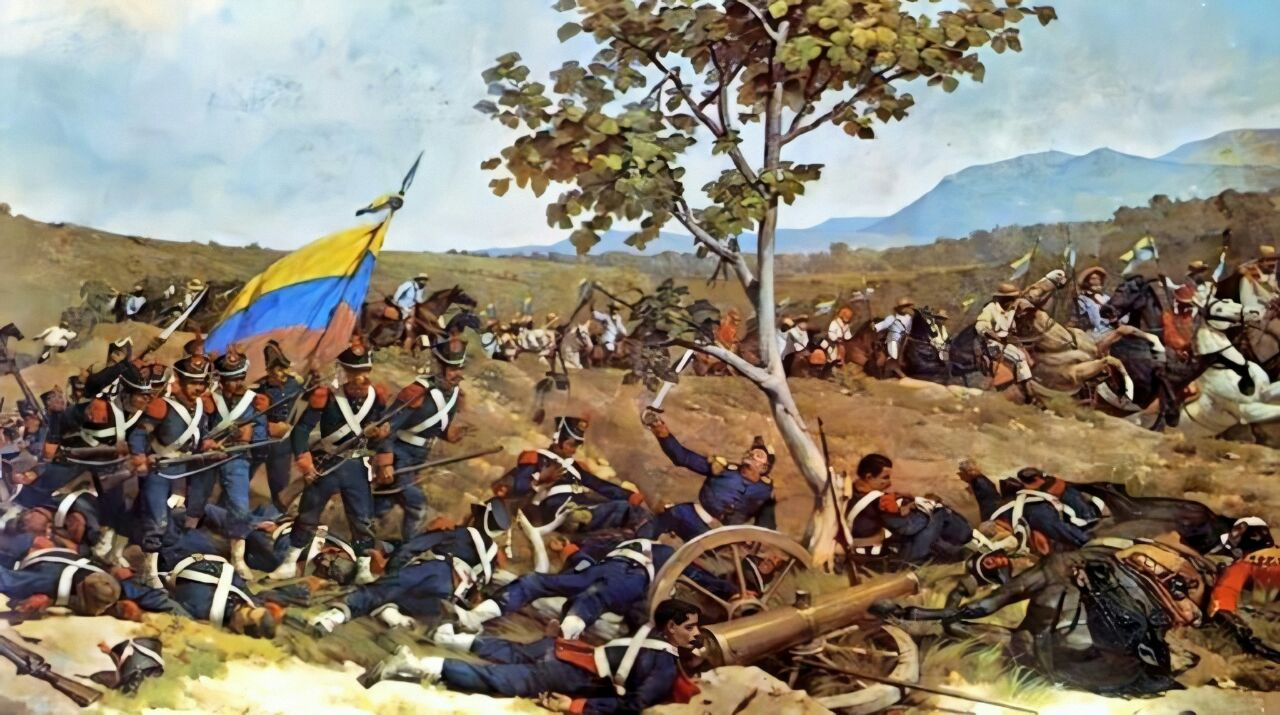
トバル・イ・トバル作「カラボボの戦い」(1887)、連邦立法宮殿壁画

マルティン・トバル・イ・トバル（Martín Tovar y Tovar、1827年2月10日 – 1902年12月17日）は、ベネズエラの画家である。肖像画や歴史画を描いた。

## 略歴
ベネズエラの首都、カラカスで生まれた。父親は1823年まで続いたベネズエラの独立戦争で、スペイン軍の将校であったが、負傷して退役し、家族はしばらくプエルトリコで亡命生活を送った後、マルティン・トバル・イ・トバルが生まれる少し前にカラカスに戻っていた 。
画家の訓練は、はじめセレスティーノ・マルチネス(Celestino Martínez Sánchez: 1820-1885)から学んだ。マルチネスは1839年にパリの修行から戻ると、絵を教え始め、1年たつ前には新設された絵画学校(Escuela de Dibujo)の教師になった人物で、トバル・イ・トバルもその絵画学校でも学んだ。さらに アントニオ・ホセ・カランサ(Antonio José Carranza: 1817-1893)やカルメロ・フェルナンデス・パエス(Carmelo Fernández Páez: 1809-1887)にも学んだ。
1844年にはフェルナンデス・パエスや仲間の学生と、ドイツ移民の経営していた版画工房を買収して、そこで働いた。
1850年にスペインに留学し、マドリードの王立サン・フェルナンド美術アカデミーに入学し、ホセ・デ・マドラーソやフェデリコ・デ・マドラーソに学んだ。1851年に写真の工房「Fotografía Artística de Martín Tovar y Tovar」を開き、ベネズエラにおける写真技術のパイオニアになった。
1852年にはパリに移り、新古典派の画家、レオン・コニエのスタジオで働いた。3年後にベネズエラに帰国するが、一年後にはカラカスに美術館を設立して展示するめに、ヨーロッパの巨匠の作品を模写する目的で、パリに戻った。この美術館の計画の賛同者はいたが、資金不足で実現しなかった。
その後は肖像画家として働き、1867年のパリ万国博覧会の展覧会などにも出展した。カラカスの美術学校、「Academia de Bellas Artes」の校長を務めた。
1870年代には政府から注文を受けて、新たに建設された連邦立法宮殿（Palacio Federal Legislativo）に展示するために独立戦争の英雄や有力者の30点の肖像画を描き、アントニオ・グスマン・ブランコ大統領からの注文でベネズエラ独立宣言の調印式を題材に大作を描いた。この作品は1883年のベネズエラ全国展覧会(Exposición Nacional de Venezuela)に出展され、金メダルを受賞した。
さらにベネズエラの独立戦争のカラボボの戦いやボヤカの戦い、フニンの戦い、アヤクーチョの戦いなどの戦争画を描くことを依頼され、弟子のアントニオ・エレーラ・トロを助手にして1880年代後半から、戦場跡を訪れるなどし、パリの工房などで、制作や準備を進めたが1902年に亡くなるまでに3点の作品しか完成できなかった。残りの作品は弟子のアントニオ・エレーラ・トロがトバル・イ・トバルの習作をもとに完成させた。

## 作品

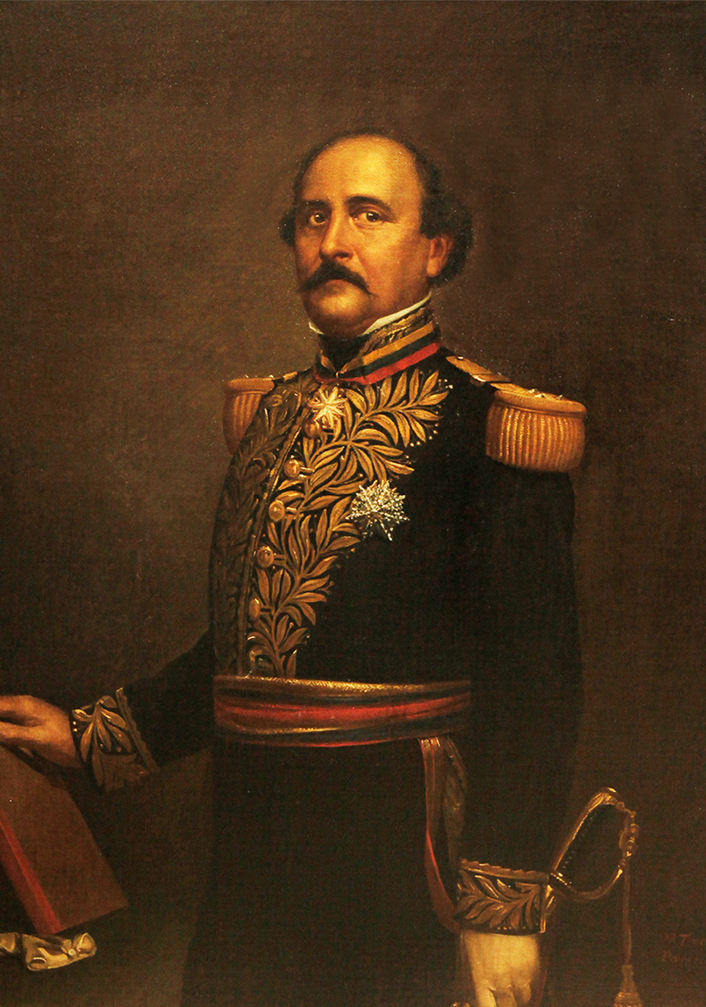
Juan Crisóstomo Falcón（ヴェネズエラ大統領）、(1874)
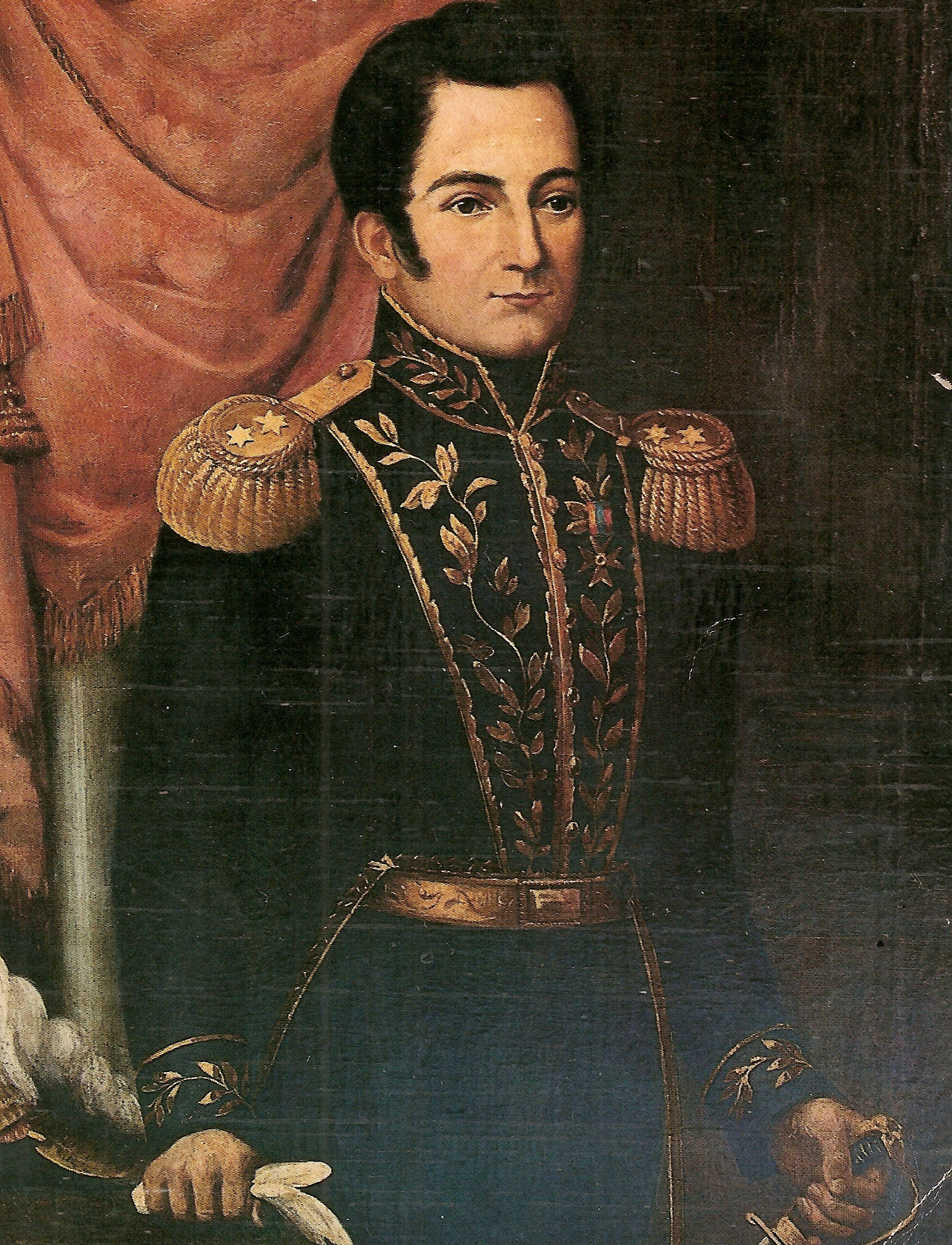
Mariano Montilla、(1874)
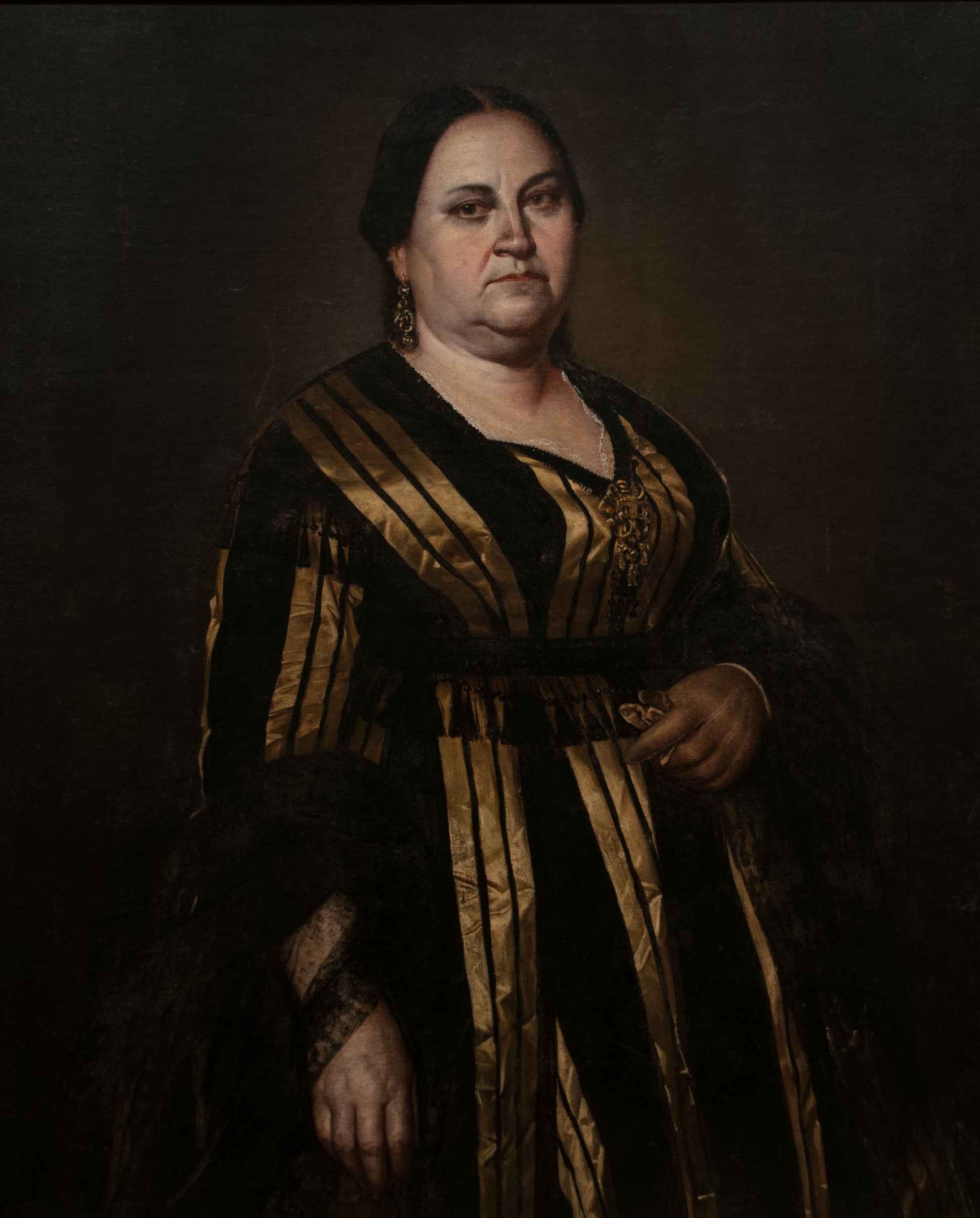
Carlota Blanco de Guzmán、(1867)
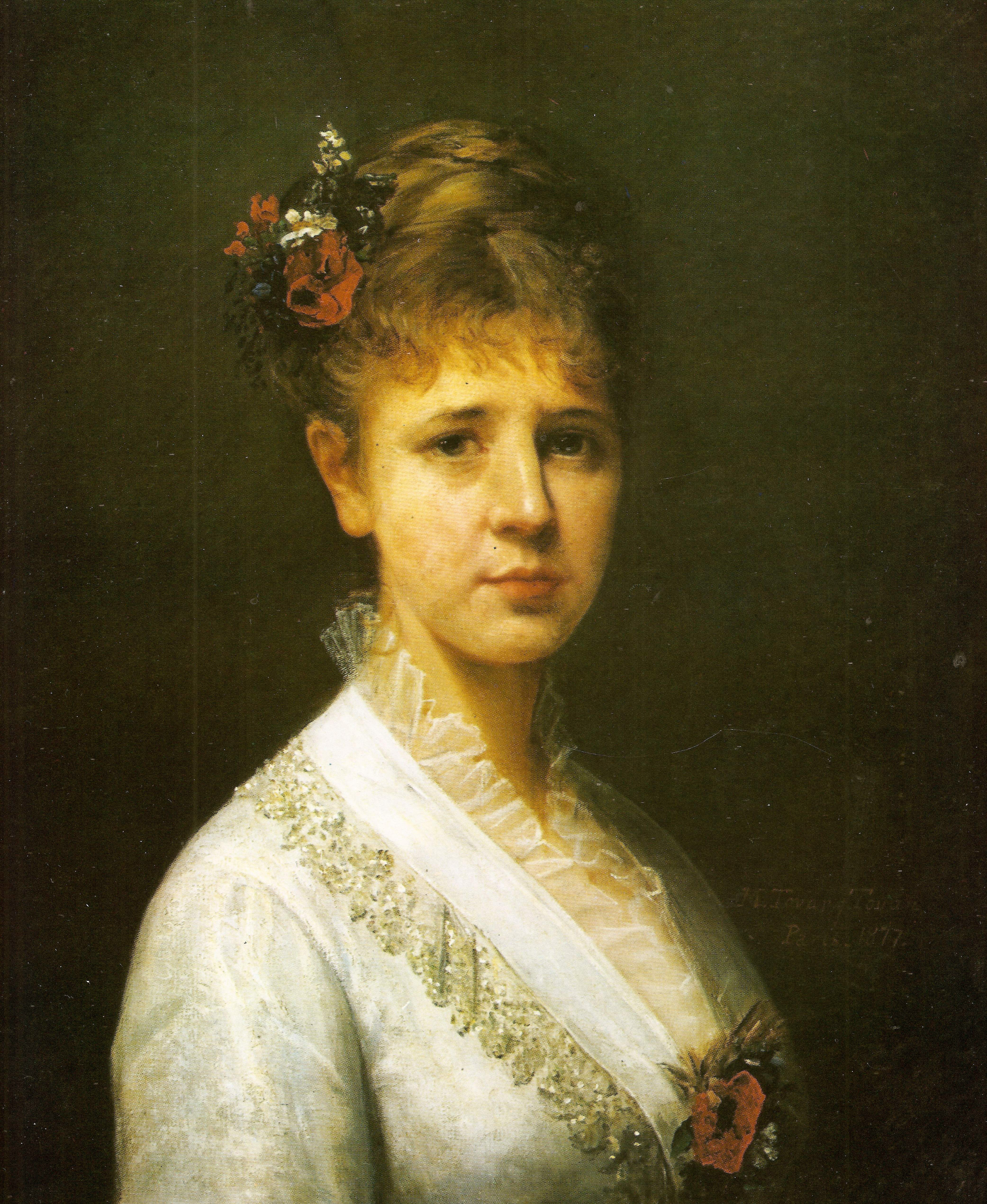
Juana Verrue、(1877)

## 関連文献
- Enrique Planchart, Martín Tovar y Tovar, (Volume 1 of Biblioteca venezolana de cultura) Edición del Ministerio de Educación, Dirección de Cultura, 1952
- Juan Calzadilla, Tovar y Tovar, C.V.G. Siderúrgica del Orinoco, 1977.
- Francisco Javier Duplá, Martín Tovar y Tovar, 1827–1902, (Volume 75 of Biblioteca biográfica venezolana), Editora El Nacional, 2008 ISBN 980-395-182-3